# 후안 라몬 로페스 카로
후안 라몬 로페스 카로(스페인어: Juan Ramón López Caro, 1963년 3월 23일, 안달루시아 지방 레브리하 ~)는 스페인의 축구 감독이다.

## 지도자 경력
안달루시아 지방 세비야 주 레브리하 출신인 로페스 카로는 30번째 생일을 기점으로 고향 구단의 지휘봉을 잡아 감독으로서의 경력을 시작했다. 그는 1998-99 시즌에 멜리야를 이끄면서 처음으로 프로 구단 지휘를 맡아 선두로 세군다 디비시온 B 시즌을 마무리했지만, 플레이오프 끝에 승격이 좌절되었다.
로페스 카로는 2001년 여름에 마요르카 B에서 레알 마드리드로 둥지를 옮겼는데, 그는 3부 리그에 있는 2군 감독을 맡아 2004-05 시즌에 세군다 디비시온 승격을 달성했다. 같은해 12월, 반데를레이 루솀부르구 감독이 경질되면서 그는 1군 감독으로 승격되었고, 지휘봉을 맡은 첫 경기인 올림피아코스와의 UEFA 챔피언스리그 2005-06 원정 경기에서 1-2로 패했다.
마드리드에서 경질된 로페스 카로는 라싱 산탄데르 감독을 맡았지만, 공식 경기에서 단 한 번도 지휘하지 않았고, 레반테와 셀타 비고의 감독을 역임해 5달도 안되는 기간 안에 2번째 라리가 구단의 감독을 맡게 되었다. 2010년 6월, 스페인 U-21 국가대표팀 감독을 2년 역임한 로페스 카로는 해외로 나가 리가 I의 바슬루이의 구단 역사상 첫 프로 감독이 되었다. 그는 10월, 루마니아에서 파란만장한 임기를 보낸 후 해임되었다.

## 경력 통계

### 지도자 기록
2017년 10월 28일 기준
| 로스 팔라시오스 | 스페인         | 1995년 7월 1일   | 1997년 6월 30일  | 80  | 32  | 20  | 28  | 40.00 |
| 도스 에르마나스 | 스페인         | 1997년 7월 1일   | 1998년 6월 30일  | 38  | 30  | 7   | 1   | 78.95 |
| 멜리야          | 스페인         | 1998년 7월 1일   | 1999년 6월 30일  | 44  | 21  | 11  | 12  | 47.73 |
| 마요르카 B      | 스페인         | 1999년 7월 1일   | 2001년 6월 30일  | 76  | 32  | 29  | 15  | 42.11 |
| 마요르카        | 스페인         | 2000년 6월 30일  | 2000년 7월 9일   | 2   | 1   | 0   | 1   | 50.00 |
| 레알 마드리드 B | 스페인         | 2001년 7월 1일   | 2005년 12월 4일  | 183 | 97  | 45  | 41  | 53.01 |
| 레알 마드리드   | 스페인         | 2005년 12월 4일  | 2006년 6월 3일   | 33  | 17  | 10  | 6   | 51.52 |
| 라싱 산탄데르   | 스페인         | 2006년 6월 3일   | 2006년 7월 6일   | 0   | 0   | 0   | 0   | —     |
| 레반테          | 스페인         | 2006년 7월 6일   | 2007년 1월 15일  | 20  | 5   | 6   | 9   | 25.00 |
| 셀타 비고       | 스페인         | 2007년 10월 8일  | 2008년 3월 11일  | 21  | 7   | 8   | 6   | 33.33 |
| 스페인 U-21     | 스페인         | 2008년 7월 1일   | 2010년 6월 14일  | 17  | 9   | 3   | 5   | 52.94 |
| 바슬루이        | 루마니아       | 2010년 6월 14일  | 2010년 10월 9일  | 13  | 4   | 5   | 4   | 30.77 |
| 사우디아라비아  | 사우디아라비아 | 2013년 1월 10일  | 2014년 12월 15일 | 22  | 9   | 5   | 8   | 40.91 |
| 오만            | 오만           | 2016년 1월 14일  | 2016년 11월 29일 | 8   | 3   | 2   | 3   | 37.50 |
| 다롄 이팡       | 중국           | 2016년 11월 29일 | 2017년 12월      | 32  | 19  | 8   | 5   | 59.38 |
| 선전            | 중국           | 2017년 4월 11일  |                  | 0   | 0   | 0   | 0   | —     |
| 합계            | 합계           | 합계             | 합계             | 589 | 286 | 159 | 144 | 48.56 |

## 수상 내역

### 클럽
멜리야
- 세군다 디비시온 B: 1998–99

레알 마드리드 B
- 세군다 디비시온 B: 2004–05

### 국가대표팀
사우디아라비아
- 걸프컵 준우승: 2014